# Jaka
Jaka alias Dj Kote Giacalone, pseudonimo di Giuseppe Giacalone (Erice, 21 aprile 1967), è un cantante, musicista e disc jockey italiano di musica reggae raggamuffin nato in Sicilia e residente da anni in Toscana.

## Biografia
Dopo una decennale esperienza nella scena musicale reggae raggamuffin italiana, Jaka esordisce con il primo disco: Della parola armati nel 1991. Disco all'interno del quale c'è la canzone: Ragga soldati.
In seguito, in collaborazione con Il Generale & la Ludus Dub Band, Jaka diede vita diversi altri album.
Memorabile è il titolo del disco che uscì nel 2000, disco che grazie al brano Un s'accuntenta ha riscosso un discreto successo in tutto il territorio nazionale.
Contemporaneamente alle tappe discografiche, Jaka ha collezionato esperienze collaborando con molti di artisti ed esibendosi dal vivo in diversi eventi (come il Rototom Sunsplash).
Nel 2007, presenta insieme a Ras Dedo, la quinta edizione del Sikula Reggae Festival. Jaka è anche conduttore radiofonico presso la popolare emittente fiorentina Controradio; inoltre conduce laboratori ricreativi nei quartieri fiorentini e nei campi Rom.
Nell'aprile 2011 è uscito l'album Forza originaria, da cui è tratto il videoclip del singolo A Erice, dedicato alla sua città natale.

## Discografia
- 1992 - Della parola armati
- 1999 - Ganjah (45 giri)
- 2000 - Memorabile
- 2004 - Love to the people
- 2005 -  Reggae in Italia (45 giri)
- 2007 - Patri di famigghia" (45 giri)
- 2007 - Love Fire " (45 giri)
- 2007 - Mettiamo a fuoco
- 2008 -  Live as One (45 giri)
- 2009 - Spiritual r-evolution
- 2011 - Forza originaria
- 2014 - Invincible Soul
- 2018 - Il suono dell'isola

### Collaborazioni
- 1992 – Lega la lega con i Torino Posse
- 1992 – Stupefacente con Il Generale e la Ludus Dub Band
- 1993 – Guarda la luna e non il dito con Il Generale e la Ludus Dub Band
- 2000 – In transito con Il Generale
- 2000 – Libera l'anima con Miele
- 2001 – Il mondo è strano e Liberazione con Frank Vega, Rino Smash, Ema, Ari DJ
- 2002 – Roots siciliano con Zu' Luciano Band
- 2002 – Lui cantava con Ras Caleb e Jah Mento
- 2003 – Più che mai con Il Generale e Toni
- 2004 – Tutto a pagamento con Larsen e A.N.D.
- 2005 – Alla luce de lu sule" con Working Vibes
- 2008 – Per i soundboy con i Quartiere Coffee in In-A
- 2009 – Reggae a matina con Luciano
- 2011 –  Musica magica con Brusco in Il mio universo
- 2012 – Forza originaria con i Sud Sound System
- 2013 – Divinità con Tonj Acquaviva e Agricantus in Kuntarimari

### AAVV
- 2005 - Cantu in Reska compilation
- 2003 - Un s'accuntenta in Rastaboom
- 2001 - Ganjah in Reggae radio station
- 2001 - 2000 passi in Combo
- 2000 - Non proibirlo più in Reggae week-end
- 1994 - Pupilla in Piantatela
- 1993 - Ragga Soldati in Italian posse vol.2
- 1992 - Richiesta Speciale in Italian posse vol.1
- 1987 - It's Funk in Studio city